# Benedito Novo (kommun)
Benedito Novo är en kommun i Brasilien.   Den ligger i delstaten Santa Catarina, i den södra delen av landet, 1 200 km söder om huvudstaden Brasília. Antalet invånare är 10 331.
Följande samhällen finns i Benedito Novo:
- Benedito Novo

I omgivningarna runt Benedito Novo växer i huvudsak städsegrön lövskog. Runt Benedito Novo är det ganska tätbefolkat, med 78 invånare per kvadratkilometer.